# Battista Danesi
Battista Danesi (Asola, 6 ottobre 1886 – Milano, 22 ottobre 1952) è stato un ciclista su strada e pistard italiano.
Professionista dal 1905 al 1914, corse con le squadre della Turkheimer, della Rudge Whitworth, dell'Atala e della Bianchi. Si distinse nelle corse in linea, con alcune vittorie e piazzamenti di prestigio. Vinse due titoli italiani su pista nel mezzofondo.

## Palmarès

### Strada
- 1905

Campionato di Milano
Milano-Paullo-Milano
- 1907

Coppa Regina Madre
- 1908

Milano-Mantova

### Pista
- 1911

Campionati italiani, Mezzofondo
- 1914

Campionati italiani, Mezzofondo

## Piazzamenti

### Grandi giri
- Giro d'Italia

1910: 6º

### Classiche
- Giro di Lombardia

1905: 7º
1910: 9º